# Cuberes
Cuberes és un antic poble del terme municipal de Baix Pallars, a la comarca del Pallars Sobirà. Pertanyia a l'antic terme, suprimit el 1969, de Baén i està situat a l'extrem sud-est del municipi, molt a prop del termenal amb l'antic municipi de Taús, actualment de les Valls d'Aguilar.
Tenia l'església vella de Sant Sadurní i una de més moderna dedicada a Santa Magdalena. En els entorns del poble hi havia algunes masies i bordes, com Casa Miró, actual Refugi de Cuberes i la Borda de Jironi.
Actualment (2013) està del tot despoblat, amb les cases en ruïnes.

## Etimologia
Es tracta d'un derivat de cupa (cuba), amb el sufix col·lectivitzador -era en plural, segons Joan Coromines; per tant, es tracta d'un topònim romànic medieval.

### Les cases del poble
Malgrat que ara sigui un despoblat, es conserva memòria de les seves 
cases:
| - Borda del Jironi - Casa Forestal - Casa Fornalers | - Casa Miró - Casa Molinot | - Casa Saquet - Casa Tender |

## Història

### Edat contemporània
Pascual Madoz dedica un article del seu Diccionario geográfico... a Cuberes (Cuberes ó Bordas del mismo nombre). S'hi pot llegir que el poble està situat en el centre d'una plana i bosc del mateix nom, oberta de nord a sud. El clima hi és saludable, malgrat el fred que hi fa. Hi ha fonts de gran qualitat, sobretot una denominada la Tosca.
El terreny no és de gaire qualitat, però hi ha un bosc excel·lent. S'hi produïa ordi i patates, i s'hi criaven ovelles i vaques. Hi havia caça de llebres, perdius i altres animals. No hi havia població permanent, ja que només hi vivien en el temps de la collita.
La tradició diu que el poble fou destruït durant la Guerra de Successió. Cal Sauquet de Cuberes fou habitat de forma permanent fins a finals del 1941. Abans, durant la guerra civil varen evacuar la casa, a causa del perill que suposava tenir el front a escassos metres.

## Comunicacions
L'accés a Cuberes és difícil. Existeixen pistes de muntanya, però no sempre estan en bon estat, a causa de l'abandonament extrem a què ha arribat aquest racó de la comarca del Pallars Sobirà. Hi mena la pista de Cuberes, que arrenca de la pista d'Esplà a l'extrem nord-oest de la Serra de Cuberes, a Coll Pan, i també s'hi arriba des de Taús, a través del camí que a prop de Cuberes s'anomena camí de Taús.